# Getting Over It with Bennett Foddy
Getting Over It with Bennett Foddy — компьютерная инди-игра в жанре платформера, разработанная создателем игры QWOP Беннеттом Фодди. Игра была выпущена 6 октября 2017 года, как часть Humble Monthly. Версия для PC для сервиса Steam была выпущена 6 декабря 2017 года. В тот же день игра была выпущена на iOS.

## Игровой процесс
Игра выполнена в жанре платформера. В Getting Over It игрок управляет человеком по имени Диоген, сидящем в котле и держащем в руках скальный молоток, который он может использовать для того, чтобы цепляться за предметы и перемещаться. Используя мышь, геймпад или тачпад, игрок пытается двигать человека и его кувалду, чтобы подняться на крутую гору.

## Разработка
Создатель Getting Over It был вдохновлён аналогичной игрой Sexy Hiking, выпущенной чешским дизайнером видеоигр Jazzuo в 2002 году, о чём игрок может узнать по ходу игры.

## Отзывы, награды и продажи

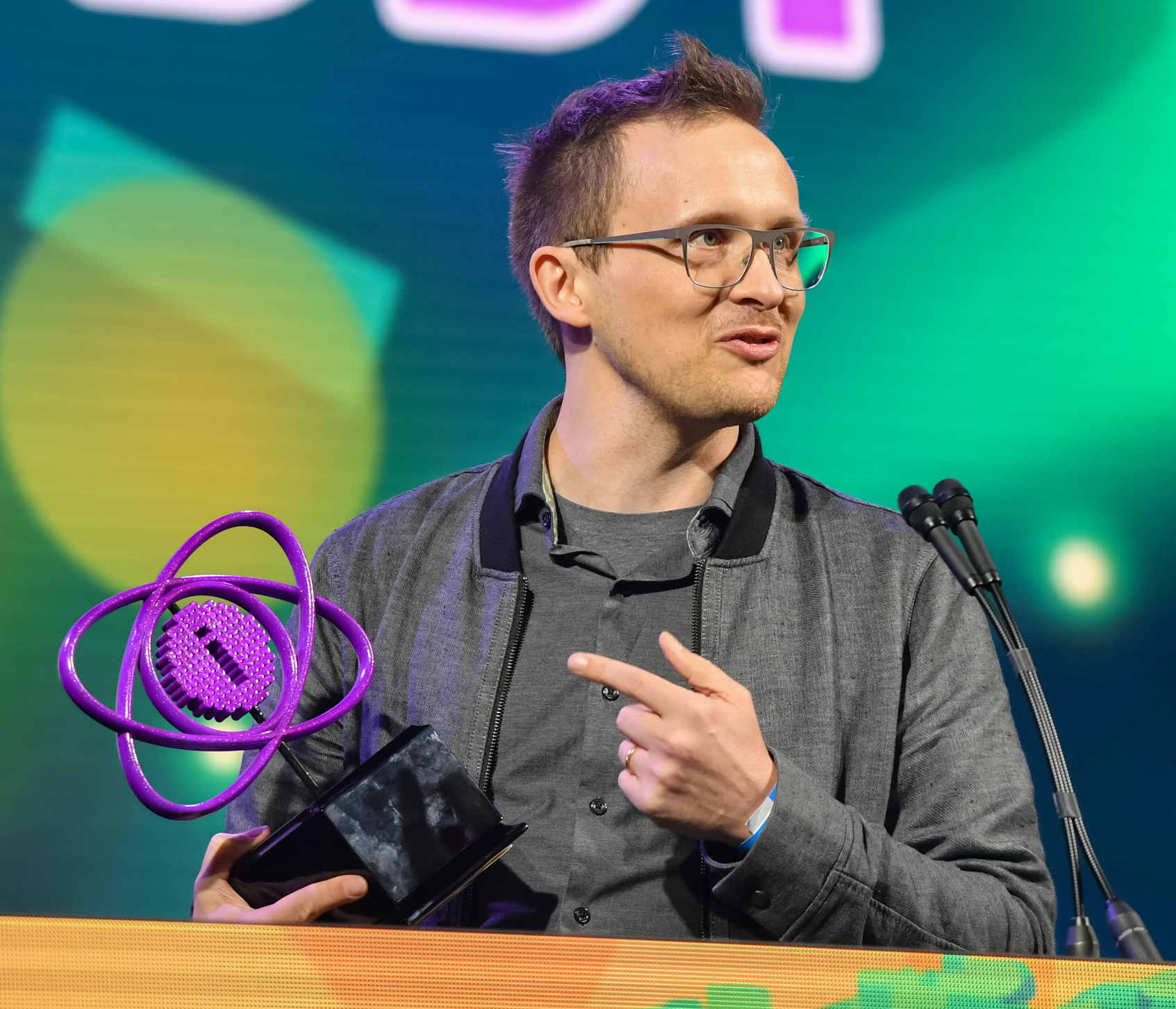
Фодди получил награду «Новая Награда» за Getting Over It на Independent Games Festival в 2018 году.

Игровой процесс Getting Over It был высоко оценён критиками, в том числе Остином Вудом из PC Gamer. Rock, Paper, Shotgun назвали её одной из лучших компьютерных игр 2017 года, а GameSpot сказал, что это, возможно, «самая странная игра», вышедшая в 2017 году. Polygon поставил её на 36-е место в своём списке 50 лучших игр 2017 года.
Пасхальное яйцо появляется в игре Just Cause 4. В определённой точке на игровой карте игрок может направить главного героя туда, где находятся котёл и молот. Активация предмета переводит игру в режим бокового обзора, заставляя игрока передвигаться по разбросанным препятствиям, а Беннетт Фодди сверху рассказывает о глупости упражнения и мета-юморе пасхального яйца. Диоген был добавлен в качестве игрового персонажа в кроссоверный файтинг Indie Pogo в мае 2019 года. Диоген также появляется в качестве вспомогательного персонажа в предстоящем кроссоверном файтинге Fraymakers.

### Награды
| Год  | Награда                                       | Категория                     | Результат |               |
| ---- | --------------------------------------------- | ----------------------------- | --------- | ------------- |
| 2018 | SXSW Gaming Awards                            | Трендовая игра года           | Номинация | [ 12 ] [ 13 ] |
| 2018 | SXSW Gaming Awards                            | Мобильная игра года           | Номинация | [ 12 ] [ 13 ] |
| 2018 | Independent Games Festival Competition Awards | Главный приз Шеймаса Макнелли | Номинация | [ 14 ]        |
| 2018 | Independent Games Festival Competition Awards | Совершенство в дизайне        | Номинация | [ 14 ]        |
| 2018 | Independent Games Festival Competition Awards | Новая Награда                 | Победа    | [ 14 ]        |

### Продажи
Летом 2018 года, благодаря уязвимости в защите Steam Web API, стало известно, что точное количество пользователей сервиса Steam, которые играли в игру хотя бы один раз, составляет 948 332 человека.